# 沙普利1
沙普利1（Sp 1 或PLN 329+2.1）是位於星座矩尺座的環形行星狀星雲，視星等12.6。從地球上看，它的奇特之處在於它似乎不是一個雙極星雲，而是環面形狀的行星狀星雲。然而，一般認為這是由於直接俯視軌道垂直於地球的聯星系統的觀點。
天文學家哈羅·沙普利於1936年發現這個星雲。它距離地球大約4,900光年，大約已有8,700年的年齡，在這個星雲的中心是一顆視星等14等的白矮星。星雲的角直徑為1.1弧分，這使得它的跨度約為0.32光年，即約三分之一光年。